# Vernum (plaats)
Vernum is een ortschaft behorend tot de gemeente Geldern in Noordrijn-Westfalen op de linkeroever van de Rijn in het Duitse Nederrijn-gebied. Het dorpje telde 1.061 inwoners in 2003.
Sinds 1 juli 1969 behoort Vernum tot de gemeente Geldern. Het dorp is omgeven door vele boerderijen waar onder andere graan, mais, suikerbieten en aardappels verbouwd worden.
Het oudste gebouw is Huis Grotelaers aan de Duisburger straat. Dit gebouw wordt reeds in 1294 genoemd. Het huidige bakstenen gebouw met een schilderachtig torentje dateert uit 1696 en bevindt zich in particulier bezit.
Een andere bezienswaardigheid in Vernum is de windmolen aan de Poelyckerweg. De huidige bakstenen molen werd in 1866 gebouwd ter vervanging van een eerdere houten molen uit 1819. Rond 1920 verloor de molen haar functie, maar sinds 1991 is zij uiterlijk weer in ere hersteld met kap en wieken.
In Vernum zijn buiten een dorpscafé geen ondernemingen gevestigd. Wel is er een schuttersvereniging en ook is er een sportvereniging (SV Grün Weiß Vernum 1949 e.V.).
Aengenesch · Geldern · Hartefeld · Kapellen · Lüllingen · Pont · Veert · Vernum · Walbeck